# Coridorul Orient/Est- Marea Mediterană
Coridorul Orient/Est- Marea Mediterană este a patra dintre cele nouă axe prioritare ale rețelei transeuropene de transport (TEN-T).

## Descriere
Acest coridor va lega Europa Centrală cu interfețele maritime ale Mării Nordului, Mării Baltice, Mării Negre și Mării Mediterane.
- Hamburg–Berlin
- Rostock–Berlin–Dresda
- Bremerhaven/Wilhelmshaven–Magdeburg–Dresda
- Dresda–Ústí nad Labem–Mělník/Praga–Kolín
- Kolín–Pardubice–Brno–Viena/Bratislava–Budapesta–Arad–Timișoara–Craiova–Calafat–Vidin–Sofia
- Sofia–Plovdiv–Burgas
- Plovdiv–Granița cu Turcia
- Sofia–Salonic–Atena–Limassol–Nicosia
- Atena–Patras/Igoumenitsa